# Pérégrin Laziosi
Pour les articles homonymes, voir Saint Pérégrin.
Pérégrin Laziosi (Forlì, 1265 - Forlì, 1er mai 1345) est un religieux servite italien reconnu saint par l'Église catholique.
C'est le saint patron des malades incurables, prié aujourd'hui par les cancéreux et les sidéens.

## Biographie
Dans sa jeunesse, Pérégrin Laziosi milite chez les gibelins (selon la tradition, c'était le cas dans beaucoup de familles de Forli), ce qui le conduit à s'opposer à Philippe Benizi, alors Prieur général de l'Ordre des Servites de Marie (la légende veut que Pellegrino lui ait donné une gifle) ; ensuite il se convertit et, vers trente ans, à la demande de ses supérieurs, est ordonné prêtre pour le compte de l'Ordre des Servites dont il est devenu un des saints les plus célèbres et les plus vénérés.
Vers 60 ans, il est miraculeusement guéri de la gangrène à la jambe droite, la veille du jour où il va être amputé. Cette nuit-là, veille de l'opération, Pérégrin se traîne devant le crucifix de la salle du chapitre pour y prier. S'étant endormi de lassitude, il voit  Jésus descendre de la croix et lui guérir la jambe. Le matin, le médecin qui vient pour procéder à l'amputation, ne trouve plus trace ni de plaie ni de cicatrice. Stupéfait, il répand dans toute la ville la nouvelle de cette guérison miraculeuse, ce qui accroît encore la vénération dont on entoure le frère. Motif pour lequel aujourd'hui il est connu partout dans le monde comme le protecteur des malades du cancer.
Il meurt au couvent de Forli, le 1er mai 1345. Son corps repose dans une châsse revêtue d'une bure et d'une étole en la basilique qui porte son nom à Forli.

## Béatification - Canonisation - Fête
- En 1609, il est béatifié par le pape Paul V
- Le 27 décembre 1726, il est canonisé par le pape dominicain Benoît XIII.
- Il est célébré, dans l'Ordre des Servites de Marie et dans le Calendrier universel de l'Église catholique le 4 mai.
- Il est le patron de la ville de Forlì, où encore aujourd'hui chaque 1er mai a lieu une fête en son honneur, caractérisée par la vente de citrons.

## Sources
- (it) Cet article est partiellement ou en totalité issu de l’article de Wikipédia en italien intitulé « Pellegrino Laziosi » (voir la liste des auteurs).